# Hartberg (district)
Het Bezirk Hartberg was een district in het zuidoosten van Oostenrijk. Het district had ongeveer 68.000 inwoners toen het inwoners toen het op 1 januari 2013 werd samengevoegd met Bezirk Fürstenfeld tot Hartberg-Fürstenfeld.

## Gemeenten
- Bad Waltersdorf
- Blaindorf
- Buch-Geiseldorf
- Dechantskirchen
- Dienersdorf
- Ebersdorf
- Eichberg
- Friedberg
- Grafendorf bei Hartberg
- Greinbach
- Großhart
- Hartberg
- Hartberg Umgebung
- Hartl
- Hofkirchen bei Hartberg
- Kaibing
- Kaindorf
- Lafnitz
- Limbach bei Neudau
- Mönichwald
- Neudau
- Pinggau
- Pöllau
- Pöllauberg
- Puchegg
- Rabenwald
- Riegersberg
- Rohr bei Hartberg
- Rohrbach an der Lafnitz
- Saifen-Boden
- Sankt Jakob im Walde
- Sankt Johann bei Herberstein
- Sankt Johann in der Haide
- Sankt Lorenzen am Wechsel
- Sankt Magdalena am Lemberg
- Schachen bei Vorau
- Schäffern
- Schlag bei Thalberg
- Schönegg bei Pöllau
- Sebersdorf
- Siegersdorf bei Herberstein
- Sonnhofen
- Stambach
- Stubenberg
- Tiefenbach bei Kaindorf
- Vorau
- Vornholz
- Waldbach
- Wenigzell
- Wörth an der Lafnitz

Bruck-Mürzzuschlag · Deutschlandsberg · Graz · Graz-Umgebung · Hartberg-Fürstenfeld · Leibnitz · Leoben · Liezen · Murau · Murtal · Südoststeiermark · Voitsberg · Weiz

Voormalige districten: Bruck an der Mur · Feldbach · Fürstenfeld · Hartberg · Judenburg · Knittelfeld · Mürzzuschlag · Radkersburg